# Said Hanaei
Said Hanaei (... - 8 april 2002) was een Iraanse seriemoordenaar die ten minste zestien prostituees vermoordde in Mashhad. Hij werd op 8 april 2002 schuldig bevonden en vervolgens opgehangen in de gevangenis van Mashad. Hij stond ook bekend als het Beest van Mashad.

## Moorden & reacties
Hanaei pleegde de moorden vanuit een voor hem rechtvaardig gevoel te strijden voor de normen en waarden van de stad. Bij zijn bekentenissen later zou hij dat verklaren. Tijdens zijn reeks moorden had hij ook het idee dat God hem een teken gaf dat hij goed bezig was, toen het begon te regenen na een periode van droogte. Voor lokale religieuze extremisten werd Hannaeis een cultheld.
Hannaeis slachtoffers waren veelal drugsverslaafden. De Iraanse media noemden zijn daden de spinnenmoorden, omdat Hanaei de vrouwen eerst naar zijn huis lokte voordat hij ze verwurgde met een sjaal. Vervolgens dumpte hij de lijken verpakt in hun chadors.
Hannaeis arrestatie was voer voor een controverse in lokale kringen en media. Terwijl een deel van de bevolking blij is dat de moordenaar is opgepakt, vindt een ander gedeelte dat hij bestraft is voor het dienen van een goede zaak.

## And Along Came a Spider
Regisseur Maziar Bahari maakte een documentaire over Hannaei en het geografische en culturele gebied waarbinnen hij opereerde, genaamd And Along Came a Spider. In de documentaire zitten onder meer beelden van de slachtoffers en interviews met twee kinderen (10 en 8 jaar oud) die hun moeder door Hannaei zijn kwijtgeraakt.